# Parydra alpina
Parydra alpina är en tvåvingeart som först beskrevs av Cresson 1924.  Parydra alpina ingår i släktet Parydra och familjen vattenflugor. Inga underarter finns listade i Catalogue of Life.